# Las Carangas
Las Carangas (Les Carangues en asturiano y oficialmente) es una aldea de la parroquia de Tuñón, en el concejo de Santo Adriano (Asturias). Con una población total de 15 habitantes. Su población está en un progresivo descenso de población, al igual que el resto de pueblos rurales asturianos.

## Geografía
El suelo de Las Carangas es muy rocoso. Tiene una superficie muy accidentada, con cinco picos destacados: el Estopo (589 m), Pico Constancio (511 m), Canto la Cirollal (538 m), Pico Casa Baxu' (529 m) y Pico la Sierra (539 m). 
También tiene diversas cuevas, como la Cueva los Llobos y Cueva los Furacos (ambas en la Casa Baxu') y Cualaoso y Cueva los Navalones (en la Sierra'l Estopo) entre otras.
Por su terreno pasa el reguero Rozapire.
Las Carangas limita con Siones, Buseco, Tenebredo, Cotomonteros y San Andrés. 

## Organización
Las Carangas está dividida en diversos barrios y zonas.
- Las Carangas, 12 habitantes.
- Barrio las Casas de Abajo, 3 habitantes.
- La Rodada, deshabitada.
- Casa Guillermo, deshabitada.
- El Collao, lugar.
- El Cueto, lugar.
- Tierras del Valle, lugar
- El Pumar, lugar.

## Demografía
|             |
| Fuente: INE |